# Княжество Мелитены
Мелитенское княжество или Княжество Мелитена (арм. Մալաթիայի իշխանություն) — армянское княжество, расположенное между Антитавром и Евфратом.

## История
Во второй половине XI века вся территория Армении, кроме Сюника (Зангезур) и Ташир-Дзорагетского царства, подверглась нашествию турок-сельджуков.. Вслед за вторжением началась экспансия Византийской империи в Закавказье, которая завершилось аннексией ею ряда независимых армянских государств региона. Утрата национальной государственности после завоевания Византией, а также нашествие сельджуков привели к массовому переселению армян в Киликию и другие регионы. 
С этого периода на Армянском нагорье и в Закавказье начался многовековой процесс оттеснения армянского и курдского населения пришлым тюркским. В основном, вследствие завоевания Византией армянских земель от Эдессы до Самосаты и Мелитены, а также проводимой политикой, к началу XI века на территории Сирии, Месопотамии и малоазиатских фем Византии имелись значительные поселения армян. В конце века, после битвы под Манцикертом, сельджуками было создано своё первое государство — султанат Рума, который включал всю Армению и внутреннюю часть Анатолии, откуда усиливалась миграция армян к азиатским прибрежным областям, особенно в Киликию и Ефратес
После поражения при Манцикерте в обстановке широчайшей сельджукской экспансии Византия постепенно утрачивает свои позиции, в результате чего образуется ряд независимых армянских княжеств. Одним из которых было Царство Филарета Варажнуни протянувшееся от Месопотамии вдоль Евфрата до границ Армении, охватывающее Киликию, Тавр и часть Сирии с Антиохией.
Во времена царства Варажнуни, Мелитена имела следующих наместников:
- Хареб, армянин-халкедонит, первый от имени Филарета Варажнуни
- Балатианос, сменивший Хареба.
- Торос, сын Хетума, армянин-халкедонит ставший впоследствии наместником Эдессы
- Гавриил (Габриэл), армянин-халкедонит, после Тороса и до 1104 г.

Просуществовало царство сравнительно недолго с 1071 по 1086 год. Однако в условиях сельджукского нашествия в Закавказье оно стало центром для армянских эмигрантов, рассеянных по всему Ближнему Востоку. Царство имело огромное значение для консолидации армян в позднейших государственных образованиях, возникших на развалинах государства Варажнуни. После 1086 года, когда Варажнуни утратил последние города, где ещё находились его гарнизоны, на территории Киликии и Приевфратья образовался ряд независимых армянских княжеств, включая княжество Мелитены
Некоторые исследователи полагают, что к 1097 году Византия сохранила определённое влияние в утраченных ею восточных регионах, в частности в Мелитене и Эдесском княжестве, владетели которых, в прошлом являлись сподвижниками Филарета Варажнуни. До 1092 года Мелитена признает сюзеренитет Великих Сельджукидов. Спустя некоторое время, ориентировочно после 1100 года, Гавриил получил от византийцев сан севаста, что фактически явилось фикцией зависимости княжества от Византии. В конце XI начале XII века в регионе появляются крестоносцы, после чего Эдесское княжество, потеряв свою армянскую власть, перейдя в их руки преобразовывается в графство, став таким образом первым государством крестоносцев на Востоке. Гавриил, обеспокоенный постоянными набегами турок, желая заключить союз с мощным соседом, отдаёт свою дочь Морфию замуж за Балдуина II и, по-видимому, признает себя его вассалом. Но ввиду того, что районы между Мелитеной и Графством Эдессы контролировал эмират Данышмендов, зависимость была условной и прервалась тотчас же после ухода графа в Эдессу. Впоследствии княжество было присоединено к Эдесскому графству.